# Intelligence collective sur Internet
Vous pouvez aider à l'améliorer ou bien discuter des problèmes sur sa page de discussion.
- Le fond est à vérifier. Si vous venez d’apposer le bandeau, merci d’indiquer ici les points à vérifier. (Marqué depuis août 2020)

Vous pouvez aider à l'améliorer ou bien discuter des problèmes sur sa page de discussion.
- Son contenu est peut-être sujet à caution et doit absolument être sourcé. Si vous connaissez le sujet traité ici, vous pouvez le retravailler à partir de sources pertinentes en utilisant notamment les notes de bas de page. (Marqué depuis septembre 2016)
- Il ne cite pas suffisamment ses sources. Vous pouvez indiquer les passages à sourcer avec {{référence nécessaire}} ou {{Référence souhaitée}}, et inclure les références utiles en les liant aux notes de bas de page. (Marqué depuis août 2020)

- Archive Wikiwix
- Bing
- Cairn
- DuckDuckGo
- E. Universalis
- Gallica
- Google
- G. Books
- G. News
- G. Scholar
- Persée
- Qwant
- (zh) Baidu
- (ru) Yandex
- (wd) trouver des œuvres sur Wikidata

De façon générale, l'intelligence collective définit les capacités cognitives d'une communauté résultant des interactions multiples entre ses membres (ou agents). En appliquant cette définition à la communauté virtuelle sur l’Internet considéré comme ultime média cognitif, de nouvelles capacités résultent des interactions entre les internautes. Ces agents humains prolongés par les technologies de l’Internet, et au comportement très varié, peuvent ainsi accomplir des tâches cognitives complexes inattendues, grâce à un mécanisme fondamental appelé synergie.
Ainsi, l’intelligence collective sur Internet est définie par le philosophe français Pierre Lévy comme « le projet d'une intelligence variée, partout distribuée ; sans cesse valorisée, coordonnée et mise en synergie en temps réel ; et qui aboutit à une mobilisation effective des connaissances ». L'intelligence collective est formée de « grains de pensée » mixés par les nouvelles technologies numériques ; et qui s'assemblent pour former une super conscience.
Cependant, les membres de la communauté des internautes ne possèdent qu'une perception partielle de l'environnement virtuel dans lequel ils baignent ; et n'ont pas conscience de la totalité des éléments qui influencent le groupe en interaction. Mais, sous certaines conditions particulières, la synergie créée par la collaboration fait émerger des facultés cognitives  de création et d'apprentissage supérieures à celles des individus isolés. L'étude de l'intelligence collective sur Internet implique ainsi l'étude des effets psychosociologiques des interactions entre membres d'un groupe d’internautes, en situation virtuelle.

## Internet, le réseau cérébral planétaire
L'Internet, ce réseau d'ordinateurs interconnectés, prolongements électroniques des cerveaux/esprits humains et d'où émergerait une intelligence collective, a suscité l'intérêt de certains théoriciens pour valider ou non la thèse de l'intelligence collective sur l'Internet.
On dispose désormais de quelques études sur l'histoire de l'Internet, son fonctionnement, l'organisation des internautes, pour pouvoir discuter. Au départ la création d'Internet semble correspondre en tout point au modèle de l'intelligence collective. Le premier réseau d'ordinateurs (Arpanet), apparu en 1969, a été impulsé par le ministère de la Défense américain, mais il s'est vite développé chez les informaticiens et universitaires comme un système autonome, largement auto-organisé. L'essor de l'Internet s'est réalisé selon un modèle d'innovation technologique tout à fait intéressant, mariant innovation sociale et technique.
Mais l'esprit militant des premiers informaticiens, de ceux qui ont créé l'Internet, a été débordé par son développement. Chacune des communautés scientifiques – physiciens, mathématiciens, ingénieurs, informaticiens – a appliqué sur l'Internet les modes d'organisation qui étaient les siens, reflétant ses propres règles du jeu. L'esprit communautaire des pionniers a cédé la place à des formes d'organisation anarchique. On retrouve sur l'Internet à peu près toutes les formes de structurations sociales du savoir : des communautés spécialisées de chercheurs, des réseaux d'amateurs, des écoles de pensées, des forums de discussion anarchiques, des revues et journaux commerciaux, de l'enseignement en ligne…
Par la rapidité de l'information et par la collaboration à distance, l'Internet a certainement permis une réalisation plus rapide de découvertes scientifiques. Mais il n'a pas changé le mode de collaboration entre chercheurs en compétition. On évoque la concurrence acharnée entre spécialistes d'un même domaine, le jeu subtil de coopération et de confrontation entre collègues, les secrets stratégiques qu'il faut conserver un temps pour ne pas dévoiler une découverte en cours d'élaboration, puis la nécessité de la diffuser au plus tôt de peur « de se faire doubler » ; il évoque aussi l'hyper-sophistication des modèles, qui limite à un cercle très restreint de spécialistes la communication scientifique.
Les fameux forums (sortes d'agoras intellectuelles où l'on discuterait librement de tous les problèmes, sans souci de priorité), qui sont le modèle de la démocratie cognitive chère à Pierre Lévy, ne sont pratiquement pas utilisés par les chercheurs.
Désormais des acteurs diversifiés évoluent simultanément aux nœuds des réseaux informationnels, communicants et potentiellement créateurs : ce sont les « neurones » d'un cerveau planétaire en voie d'émergence. Ce ne sont plus les usagers de naguère, passifs utilisateurs de services pensés par d'autres, mais les producteurs/consommateurs de nouveaux outils interactifs décuplant le pouvoir et l'efficacité de chacun.
« Comme pour les neurones du cerveau, disait Joël de Rosnay, notre propension à communiquer est sans limites. Placés dans un milieu nutritif, les neurones en culture se divisent, forment des prolongements et des filaments qui leur permettent de se connecter les uns aux autres. Filmés en prise de vue accélérée, on les voit « se chercher », établir des liaisons étroitement imbriquées ».
Toute l'histoire de la vie sur la terre, de la molécule biologique à l'humanité planétaire, fait ressortir les mêmes principes en œuvre : la formation de réseaux d'échanges de matière, d'énergie et d'information (par contact direct, par signaux chimiques, par circulation d'électricité dans les câbles, de sons ou d'images, etc.) ; entre molécules dans les cellules, entre cellules dans l'organisme, entre individus dans les sociétés humaines, entre les sociétés de l'humanité tout entière.
Aujourd'hui, les réseaux de communication par satellites (télévision) ou ceux de l'informatique (Internet) figurent parmi les circuits du système nerveux des sociétés, similaire au système nerveux des individus. Les hommes qui participent à la création de ces réseaux ou qui les utilisent régulièrement, sont considérés comme les cellules des nouveaux nerfs et organes sensoriels dont se dote la planète. Ils sont les neurones de la Terre : les cellules d'un cerveau en formation aux dimensions de la planète Terre.
Nous sommes donc en train de vivre l'ère de l'expansion des réseaux d'échanges au niveau de la planète : échange de l'information par le téléphone, le câble, la fibre optique, les satellites de télécommunication, les systèmes de stockage d'information. Nous voyons se développer de nouvelles synergies entre les êtres humains, à travers l'ordinateur et la télécommunication, conduisant à la création des « synapses » à l'échelle de la planète. La diffusion de l'information, grâce à la constitution de ces réseaux, s'effectue de manière plus large dans le temps et l'espace.

## La culture de l'intelligence collective
Les sociétés humaines en particulier n'obéissent pas à des règles de l'intelligence collective aussi mécaniques que d'autres systèmes naturels, par exemple du monde animal. Les formes d'intelligence collective sur Internet sont plus sophistiquées et très diverses selon les types de communauté virtuelle et les membres qu'ils réunissent. Les systèmes collectifs sont formés par des prolongements électroniques en réseaux des cerveaux/esprits en interaction. La structure émergente est avantageuse à la collectivité : les individus trouvent un bénéfice à collaborer et leur performance est meilleure que s'ils avaient été seuls.
La culture de l'intelligence collective est fondée, en premier lieu, sur un principe fort que chacun sait quelque chose. « Le réseau (Internet) est le réceptacle organisationnel d'une intelligence collective mobilisatrice. Personne ne sait tout et tout le monde sait quelque chose ». Il s'agit là d'une extension du projet de garantir l'accès de tous au savoir et à l’art. Car ne parler que de l'accès maintient l'exclusion de principe de ceux qui sont victimes de l'échec scolaire. Au départ émancipateur, ce slogan consacre aujourd'hui le monopole de la validation officielle des connaissances. Il fait surtout le jeu des « marchands du savoir et de l’art » sur l’Internet et le multimédia. Ceux-là peuvent toujours prétendre qu'ils offrent un meilleur accès, plus facile, plus libre, plus ludique au savoir et à l’art, et s'engouffrer ainsi dans les failles des services publics d'éducation.

Mais si chacun sait quelque chose, nul ne sait tout. Accès au savoir et à l’art, oui, mais conçu comme accès de tous au savoir et à l’art de tous : de l'échange des savoirs et des arts comme nouvelle forme du lien social. Chaque être humain est, pour les autres, une source de connaissances. 

« L'intelligence collective n'est donc pas la fusion des intelligences individuelles dans une sorte de magma communautaire ; mais, au contraire, la mise en valeur et la relance mutuelle des singularités »

.
Avant de promettre l'accès aux informations à distance, la culture de l'intelligence collective veut donc promouvoir dans les écoles, dans les quartiers, dans les entreprises, la reconnaissance des compétences et des savoirs déjà acquis. Au cercle vicieux de la disqualification, elle oppose une dynamique de l'expression, de l'écoute et de la requalification… Cependant, l'exclusion, l'enfermement des activités dans de trop étroites limites, l'absence de participation des citoyens aux décisions qui les concernent, ainsi que les cloisonnements disciplinaires et administratifs, représentent autant de gaspillages qui font obstacle.

« Actuellement, non seulement les structures sociales organisent souvent l'ignorance sur les capacités des individus, mais elles bloquent les synergies transversales entre projets, ressources et compétences, elles inhibent les coopérations. Pourtant, la multiplication des intelligences les unes par les autres est la clef du succès économique. Ce serait également une des voies du renouveau de la démocratie. Une société "intelligente partout" sera toujours plus efficace et vigoureuse qu'une société intelligemment dirigée. »

Toutefois, si les individus sont tous intelligents à leur manière, les groupes déçoivent souvent. On sait que, dans une foule, les intelligences des personnes, loin de s'additionner, auraient plutôt tendance à se diviser. La bureaucratie assure une certaine coordination, mais au prix de l'étouffement des initiatives. Sans doute de bonnes règles d'organisation et d'écoute mutuelle suffisent-elles à la valorisation réciproque des intelligences dans les petits groupes. Mais, au-delà du millier, la planification hiérarchique et la gestion de l'humain par catégories massives a longtemps semblé inévitable. Or les techniques de communication contemporaines pourraient changer la donne.

« Autre bouleversement avec l’Internet : l'émergence des personnes qui est une dimension profonde et significative de l'informationnel. Désormais, c'est l'abondance de variété et de diversité que les hommes politiques devront gérer, eux qui s'étaient habitués à un univers régi par les statistiques, les probabilités et les sondages d'opinion. Ce décalage est la conséquence d'un changement de paradigme, d'un saut culturel. La pensée cartésienne, analytique, linéaire, séquentielle et proportionnelle, partagée par tant de décideurs politiques et industriels formés aux mathématiques et au droit, appartient au passé. La culture de l’intelligence collective, partie intégrante du nouveau paradigme, se réfère au non linéaire, au multidimensionnel. »

## Internet, un mixeur des médias cognitifs
Que la conscience de l'action des médias cognitifs, en dehors de tout « contenu » ou de tout programme, soit de plus en plus grande, cela apparaît clairement. La plupart des opinions traditionnelles illustrent à quel point nous étions naguère inconscients des effets sociaux et psychiques des médias cognitifs, en tant que tels. On trouve jusque dans les théories de la communication les plus récentes et les plus radicales cette même lucidité globale qui révèle pourquoi la vraie problématique anthropo-sociologique est relative à la configuration du média lui-même. La toute dernière méthode d'étude des nouveaux médias considère non seulement le contenu d’information, mais le média en soi ; par exemple, le réseau Internet et la matrice culturelle à l'intérieur de laquelle il agit. C’est ce que McLuhan appelle : « le médium, c’est le message ».
L'effet de la configuration technologique d’un média cognitif est brouillé parce qu'on lui donne, comme « contenu d’information », le contenu d’autres médias cognitifs. Par exemple, le contenu d'un film cinématographique peut être le roman d’un livre, une pièce de théâtre ou un opéra. Et l'effet le plus important du cinéma n'a pas grand-chose à voir avec le contenu romanesque du livre correspondant. Autre exemple, le « contenu » de l'écriture ou de l'imprimerie, c'est la parole ; or, le lecteur ne porte à peu près pas attention à la différence entre l'imprimé et la parole. Un dernier exemple, le « contenu » de l’Internet, le dernier-né des médias cognitifs, est tous les autres médias classiques que l’on connaît : la parole, l’écriture, l’imprimerie, la photographie, la presse, la poste, le téléphone, le cinéma, la télévision… D’où la confusion de catégorie que nous constatons chez les utilisateurs de l’Internet.
L'Internet, considéré comme l’ultime média cognitif, est en fait un mixeur des médias cognitifs traditionnels. La technologie Internet, qui est l'interconnexion de tous les types de réseaux de communication électronique, sert de support à tous les moyens traditionnels de cognition et communication. C’est un ensemble de réseaux électroniques à l’échelle mondiale, à l'intérieur duquel on fait passer le contenu de ce que l'on veut des médias cognitifs : courriers, textes, livres, images fixes, presse écrite, radio, télévision, communications téléphoniques, etc. Et le Web qui les mélange pour mieux les exploiter, devrait-il aussi s'appeler Intermédia ?
Ainsi, les réserves culturelles et spirituelles que les civilisations orientales peuvent entretenir devant les technologies occidentales des médias cognitifs ne leur serviront à grand-chose pour les refuser. Car ce n'est pas au niveau des contenus que ces technologies ont les effets les plus importants : ce sont les modèles matériels de configuration des médias qui sont déterminants, et qui font changer, petit à petit, les rapports de signification et de perception des esprits…
L’Internet, ce nouveau média cognitif, est-il une nouvelle étape de la pensée universelle ? L’idée est séduisante : le réseau des réseaux n'est-il pas ce formidable outil de partage des savoirs et des arts, de mémorisation des données, de création collective dont nous parlent les « prophètes » du Web ? On trouve sur l’Internet toute une série d'instruments utiles pour la connaissance : bases de données, sites de documentation, bibliographies en ligne, forums de discussion, journaux, revues, musiques, vidéo, radio et télévision, archives électroniques de toutes sortes... Mais cela suffit-il à produire de l'intelligence collective ?

## Les théoriciens de l’intelligence collective sur Internet
L’Internet, réseau d'ordinateurs interconnectés et d'où émergerait une intelligence collective, a suscité l'intérêt de théoriciens, comme Pierre Lévy (philosophe). Ce philosophe s'est imposé comme l'un des principaux théoriciens de l'Internet à travers une série d'ouvrages aux titres évocateurs : La Machine univers (1987), Les Technologies de l'intelligence (1990), L’Intelligence collective (1997), Cyberculture (1999)... Tous ces essais sont à mi-chemin de la philosophie, de la technique et de l'utopie sociale.
Dès son livre La Machine univers, il soutenait que l'avènement de l'ordinateur est comparable à l'invention de l'écriture ou de l’imprimerie. Il va permettre un nouveau bond dans l'histoire de la pensée humaine. À condition toutefois d'ancrer l'outil technique à un projet social : celui d'une culture informatique fondée sur l'échange des savoirs et des arts. Pierre Lévy situe ses analyses dans le cadre d'une utopie sociale totalement assumée.
Dans son dernier essai World Philosophie, Pierre Lévy reprend ce thème, qui lui est cher. Il y est question de la convergence de toutes les sciences, les religions, les philosophies, les sagesses d'Orient et d'Occident : « Après le feu, la magie de l'art, la ville, l'écriture, voici donc le cyberespace, où convergent à la fois le langage, la technique et la religion. Le cyberespace est l'ultime machine à explorer toutes les formes ». Plus loin, le ton devient prophétique : « Nous sommes les fils et les filles de toutes les sciences et de toutes les techniques. Dans l'espace de communication universelle convergent en chacun de nous, nous parvenant du fond, de longues lignées de chanteurs, de danseurs, de comédiens et d'artistes. Nous sommes les fils et les filles de tous les poètes. Tous les efforts humains pour élargir notre conscience convergent dans une noosphère qui, désormais, nous habite, parce qu’elle est l'objectivation de la conscience et de l'intelligence collective de l'humanité ».
Sur l’Internet, chacun est potentiellement émetteur et récepteur dans un espace qualitativement différencié, non figé, aménagé par les participants. Ici, on ne rencontre pas les gens principalement par leur nom, leur position géographique ou sociale, mais selon des centres d'intérêt, sur un paysage commun du sens ou du savoir. L’Internet manifeste des propriétés neuves, qui en font un instrument de coordination non hiérarchique, de mise en synergie rapide des intelligences, d'échange de connaissances et de navigation dans les savoirs et les arts. Pourquoi ne pas saisir ce moment rare où s'annonce une culture nouvelle pour orienter délibérément l'évolution en cours ?
La thèse de l'intelligence collective est également diffusée à travers une série d'essais américains. Dans un article consacré au phénomène, la philosophe américaine Joan Houston, qui dirige la Fondation de la recherche sur l'esprit, déclare que Teilhard de Chardin est « devenu le saint patron de toute une coterie de théoriciens d’Internet ». Dès 1995, on voit fleurir – sur le Web – de nombreux sites consacrés à Teilhard de Chardin : la noosphère, l'intelligence collective et la cyberculture. Ces sites présentent un curieux mariage de spiritualité et de culture high-tech. Il y est question de « conscience planétaire », d'« Esprit émergent », d'« intelligence collective », de « cerveau global », de l'« esprit du Cyberespace ».
Aussi, dans l’Intelligence des réseaux, Derrick de Kerckhove, professeur de français à l'université de Toronto et directeur du programme McLuhan sur les liens entre culture et technologie, baptise « webitude » cette nouvelle condition cognitive qui résulte de l'interconnexion de millions d'intelligences humaines à travers l’Internet ». Ce réseau est fondé sur plusieurs principes : l'interactivité (la personne reçoit et agit sur son environnement numérique) ; l'hypertextualité (tous les contenus de connaissances sont liés les uns aux autres) ; la connectivité (les personnes sont connectées entre elles). En somme, la pensée n'est plus hiérarchique mais interactive ; le savoir ou l’art n'est plus localisé mais dispersé. Il n'appartient plus à une élite mais est partagé et produit par tous.
Au-delà de l'énoncé des principes généraux, la littérature des théoriciens du Web est assez évasive sur la description concrète de la production intellectuelle sur l’Internet. La bibliothèque universelle contenant tous les savoirs du monde, accessible à tous, est-elle vraiment en passe d'être réalisée, comme le soutient Pierre Lévy ? « Quand j'étais petit, dit-il, j'allais à la bibliothèque et je lisais des livres d'astronomie. Aujourd'hui, je peux non seulement visiter le site de la Nasa – qui est comme une bibliothèque – à la maison, mais je peux discuter avec des astronomes. Et cela, je ne pouvais pas le faire avant » . Les communautés de savoirs sont-elles en train de fusionner en une « conscience universelle » ?

## Organisation de l’Internet et émergence de l’intelligence collective
Autre idée phare de l'intelligence collective sur Internet : celle de bibliothèque virtuelle universelle, où se trouveraient rassemblés tous les savoirs et les arts du monde. Là encore, elle ne résiste guère à l'expérience. L’Internet met à disposition de nombreuses sources d'informations : les encyclopédies (telle Wikipédia ou Encyclopædia Britannica dont l'accès en ligne est gratuit), des bases de données bibliographiques, des portails spécialisés, des archives historiques, des sites de références… C'est en cela un outil nouveau et très utile.
Mais l'idée d'une bibliothèque universelle où se trouveraient consignées toutes les œuvres humaines se heurte à quelques contraintes – économiques, juridiques – évidentes. Les droits d'auteurs interdisent aux bibliothèques de mettre en ligne les ouvrages qui ne sont pas dans le domaine public. Par exemple Gallica, la bibliothèque en ligne de la Bibliothèque nationale de France, a numérisé des milliers de livres qu'elle met librement en ligne. Mais la consultation en ligne est limitée par les droits d'auteurs et les droits commerciaux pour tous les documents pour plusieurs dizaines d'années. Or, surtout en matière scientifique, ce sont bien évidemment ces documents les plus récents qui intéressent les lecteurs.
Au demeurant, même si elle était réalisable, la bibliothèque universelle ne résoudrait pas les questions majeures de la documentation électronique : comment s'y retrouver dans une information proliférante ? La somme des informations séparées ne suffit pas à faire une intelligence globale.
Toutes ces questions relèvent bien de l'organisation de la pensée humaine, et non de la seule mise en connexion des données. La théorie de l'intelligence collective repose sur un présupposé implicite. La connexion des intelligences (par le biais des ordinateurs et des réseaux de télécommunication) suffirait à produire une conscience collective « émergente », un univers de pensée virtuel où il n'y aurait plus de frontières entre les disciplines scientifiques, les sciences et la philosophie, les arts, la religion… Belle utopie, mais qui ne permet pas de comprendre les conditions sociales, institutionnelles, épistémologiques de production et de diffusion des savoirs et des arts.
Philippe Breton parle de « culte » à propos d'Internet. Pour lui, en lisant un certain nombre de textes consacrés à cette nouvelle technologie, il a été surpris par la récurrence des références religieuses. C'est manifeste dans des ouvrages comme World Philosophie de Pierre Lévy ou La Planète des esprits de Philippe Quéau. La métaphore du culte s'est d'autant plus imposée que cela est associé à des pratiques qui, sans être comparables aux rites religieux, n'en intéressent pas moins l'anthropologue.
Dans les discours des plus fervents défenseurs de l'Internet, on retrouve en effet toutes sortes de traditions : la culture zen, le New Age particulièrement prégnant en Californie… Également très prisé dans le milieu l’Internet, le jésuite Teilhard de Chardin, auquel on doit la notion de noosphère, qui est aux idées ce que la biosphère est à la vie. En permettant de détacher les esprits de la matérialité, celles-ci devaient contribuer à les « collectiviser ». Ces thèmes de la société de la communication et de la noosphère n'ont cessé de gagner en influence au sein de la société. Des auteurs comme Marshall McLuhan ont contribué à les populariser avec la même religiosité. Qu'exprime la société de l'information ou le village global, si ce n'est l'aspiration à mieux relier les hommes pour une nouvelle fraternité ?[réf. nécessaire]
En focalisant sur les discours, ne sous-estimons-nous pas les transformations concrètes dans la société? Nous ne sommes pas contre l'Internet ; seulement, nous pensons que les discours trop enflammés nous empêchent d'en voir les vraies potentialités. Le problème du discours technophile, c'est qu'il assène l'idée que par nature, l’Internet va transformer notre existence. Or, aucune technique ne peut par elle-même nous apporter quoi que ce soit, sans transformation sociale et travail de l’homme. Si nous nous livrons à ce travail critique, c'est pour que les techniques trouvent leur vraie place dans notre société comme outils et non comme finalité première.[Interprétation personnelle ?]